# Humbach (Dietramszell)

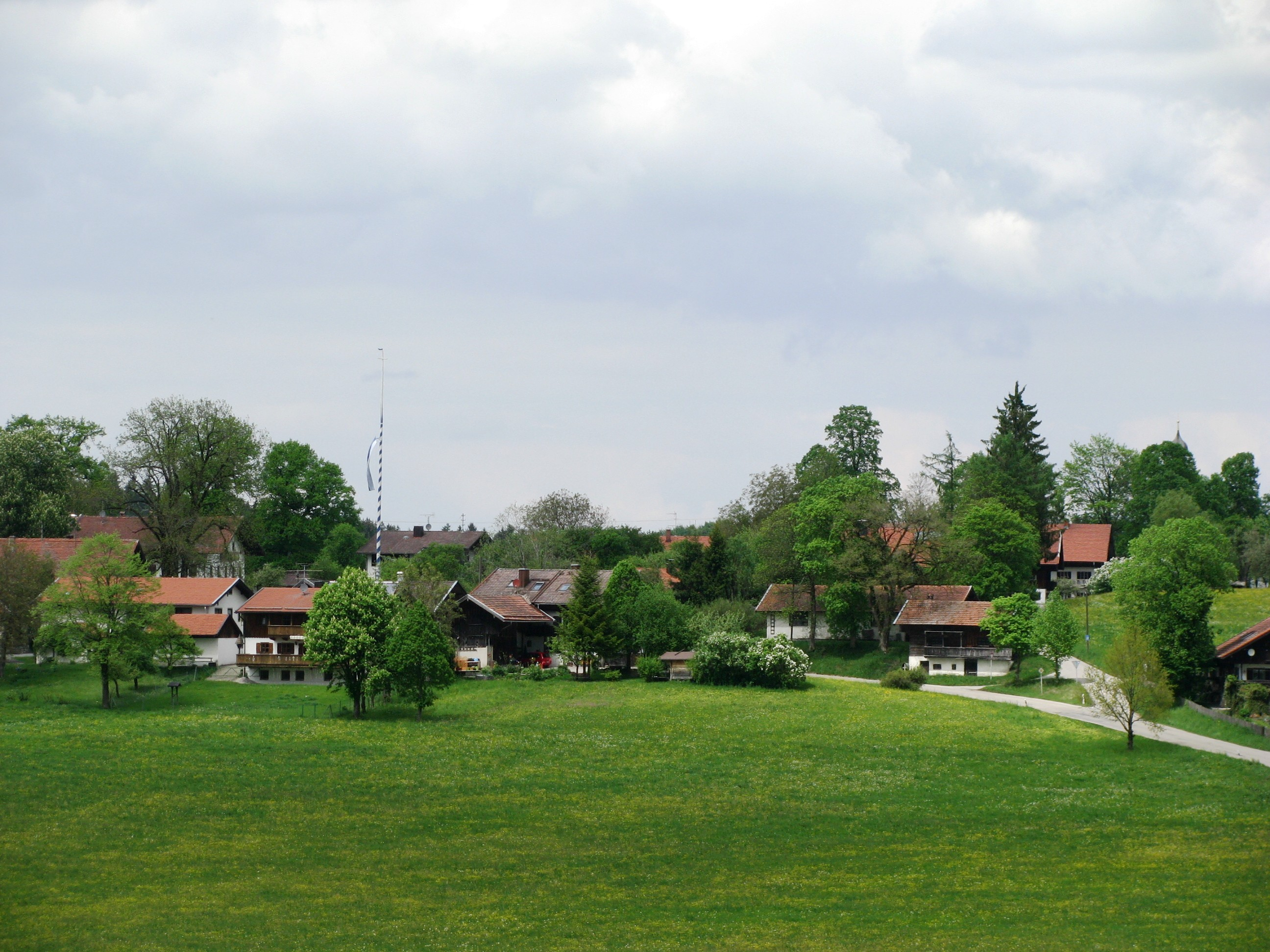
Ortsansicht von Süden

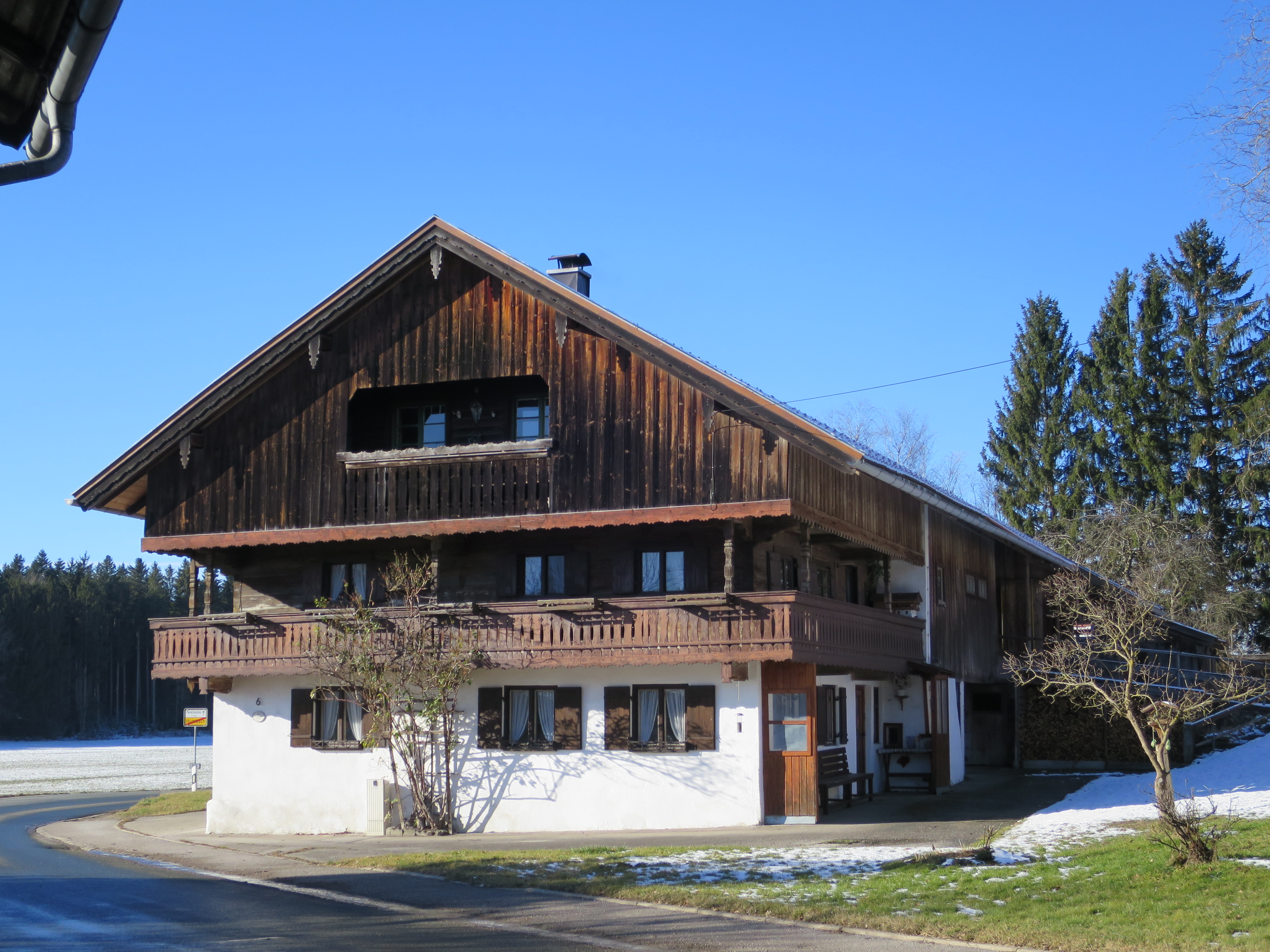
Kleinbauernhaus

Humbach ist ein Kirchdorf in der Gemeinde Dietramszell in Oberbayern.

## Geografie
Der Ort liegt in der Region Bayerisches Oberland inmitten der voralpenländischen Moränenlandschaft etwa vier Kilometer nordwestlich von Dietramszell entfernt, Geretsried ist vier Kilometer westlich jenseits der Isar gelegen.

## Geschichte
Die Hofmark Humbach war Teil der ehemaligen Gemeinde Föggenbeuern, das sich am 1. Januar 1972 mit Baiernrain, Dietramszell, Linden und Manhartshofen zusammenschloss. Als Namen für die neue Gemeinde bestimmte die Bürger-Mehrheit Dietramszell.

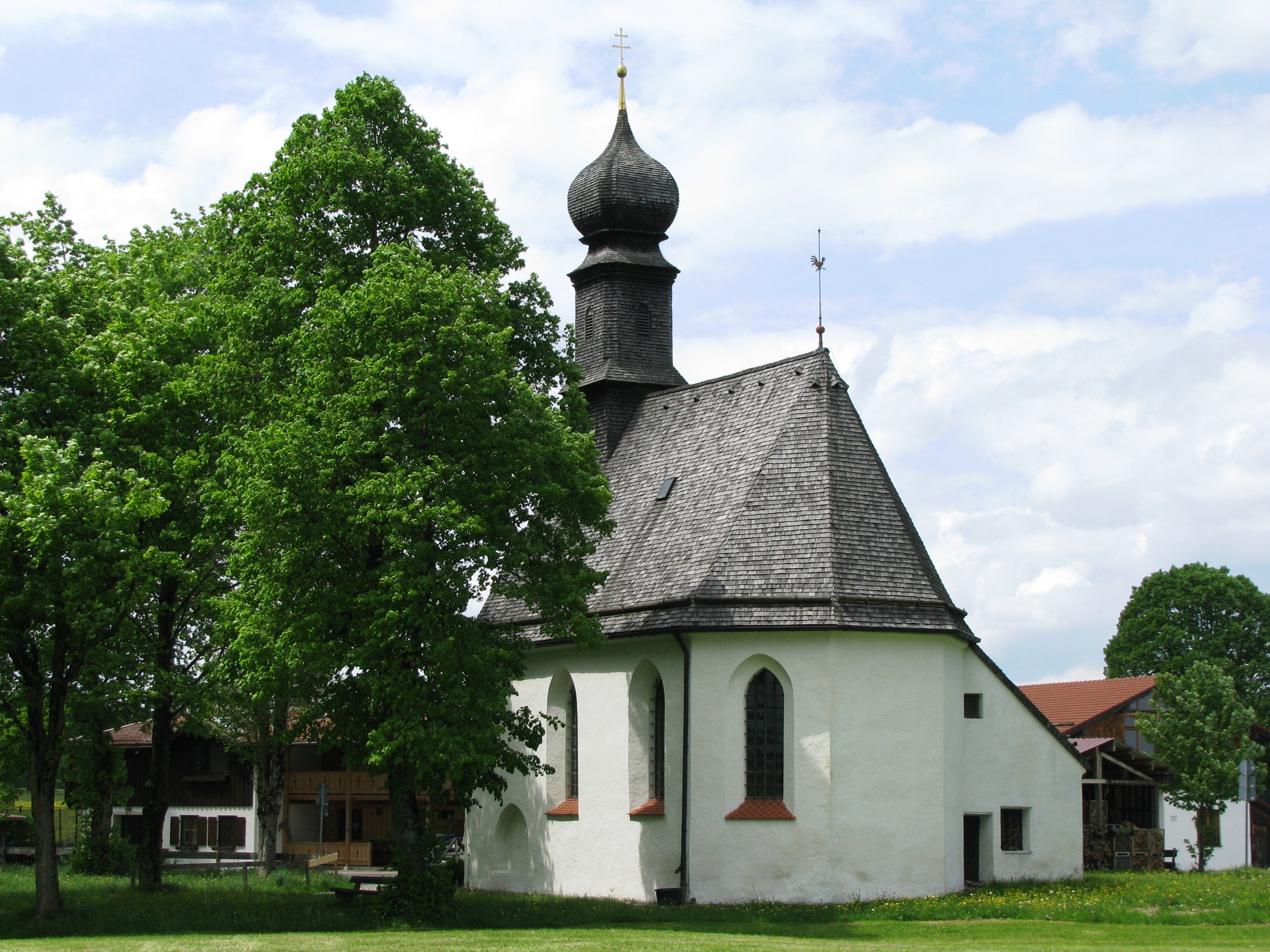
Filialkirche St. Anna

## Infrastruktur und Sehenswertes
Abseits der Verkehrswege von München nach Bad Tölz und von Wolfratshausen nach Holzkirchen gelegen, konnte das Dorf seinen ländlichen Charakter weitgehend erhalten.
Sehenswert ist die katholische St. Anna, die um 1500 spätgotisch errichtet wurde.

## Kultur
Von 1991 bis Juli 2003 besaß der Ort mit dem Theaterhof Humbach ein kleines Operngebäude. Die Spielstätte der Komischen Kammeroper München war in einem ehemals landwirtschaftlich genutzten Gebäude eingerichtet und konnte wegen fehlender Fördergelder nicht weiter betrieben werden.

### Vereine
- Schützengesellschaft Humbach
- Heimat- und Volkstrachtenverein Humbach
- Veteranen- und Kriegerverein Humbach